# 鹿兒島縣立鶴丸高等學校
鹿兒島縣立鶴丸高等學校是位於日本鹿兒島縣鹿兒島市的公立高等學校。

## 歷史
這所學校的前身是舊制中學校的鹿兒島縣立第一鹿兒島中學校（一中）和舊制高等女學校的鹿兒島縣立第一高等女學校（一高女）。一中成立於1894年，原名為鹿兒島縣尋常中學校。學校名稱曾多次變更，更名為鹿兒島縣立第一鹿兒島中學校於1906年。一高女成立於1902年，原名為鹿兒島縣立高等女學校。更名為鹿兒島縣立第一高等女學校於1910年。1948年，一中改組為鹿兒島縣鹿兒島高等學校第五部，一高女改組為鹿兒島縣鹿兒島高等學校第三部。1949年，鹿兒島縣鹿兒島高等學校第五部和第三部合併成立鹿兒島縣鶴丸高等學校。1956年，更名為鹿兒島縣立鶴丸高等學校。

## 著名校友
- 東郷茂徳（一中）[1] - 外交官，日本外務大臣
- 吉田憲一郎[1] - 索尼會長CEO
- 柳田理科雄[1] - 作家
- 尾崎衣良[1] - 漫畫家
- 牛島滿（一中）[5] - 大日本帝國陸軍
- 野田毅（一中） - 大日本帝國陸軍